# 正田建次郎
正田 建次郎（しょうだ けんじろう、1902年（明治35年）2月25日 - 1977年（昭和52年）3月20日）は、日本の数学者（代数学）。第6代大阪大学総長、初代大阪大学基礎工学部長。群馬県邑楽郡館林町（現・群馬県館林市）出身。勲一等瑞宝章、文化勲章。

## 年譜
- 1919年（大正8年）- 東京府立四中卒業。
- 1922年（大正11年）- 旧制八高卒業。
- 1925年（大正14年）3月 - 東京帝国大学理学部数学科を卒業。高木貞治の指導を受ける。
- 1926年（大正15年）- ドイツに留学。イサイ・シューアと仕事をし、エミー・ネーターに師事[1]。
- 1929年（昭和4年）- 帰国。
- 1933年（昭和8年）4月 - 大阪帝国大学理学部数学科創設と同時に教授に就任。
- 1946年　(昭和21年) 日本数学会初代会長に就任。
- 1949年（昭和24年）5月 - 日本学士院賞を受賞。
- 1954年（昭和29年）- 第6代大阪大学総長に就任。その後一旦退官。
- 1962年（昭和37年）4月 - 初代大阪大学基礎工学部長として大阪大学に復帰。
- 1965年（昭和40年）4月 - 大阪大学を定年退官し、武蔵大学学長に就任。
- 1969年（昭和44年）- 文化勲章受章、同時に文化功労者となる[2]。
- 1974年（昭和49年）- 勲一等瑞宝章受章。
- 1977年（昭和52年）- 死去、満75歳。贈従二位、贈勲一等旭日大綬章（没時叙位陞勲）。墓所は多磨霊園。

## 業績
1920年代以降におこった現代数学を日本にもたらした。また戦後の日本数学界の再建に尽力した。

## 家族関係

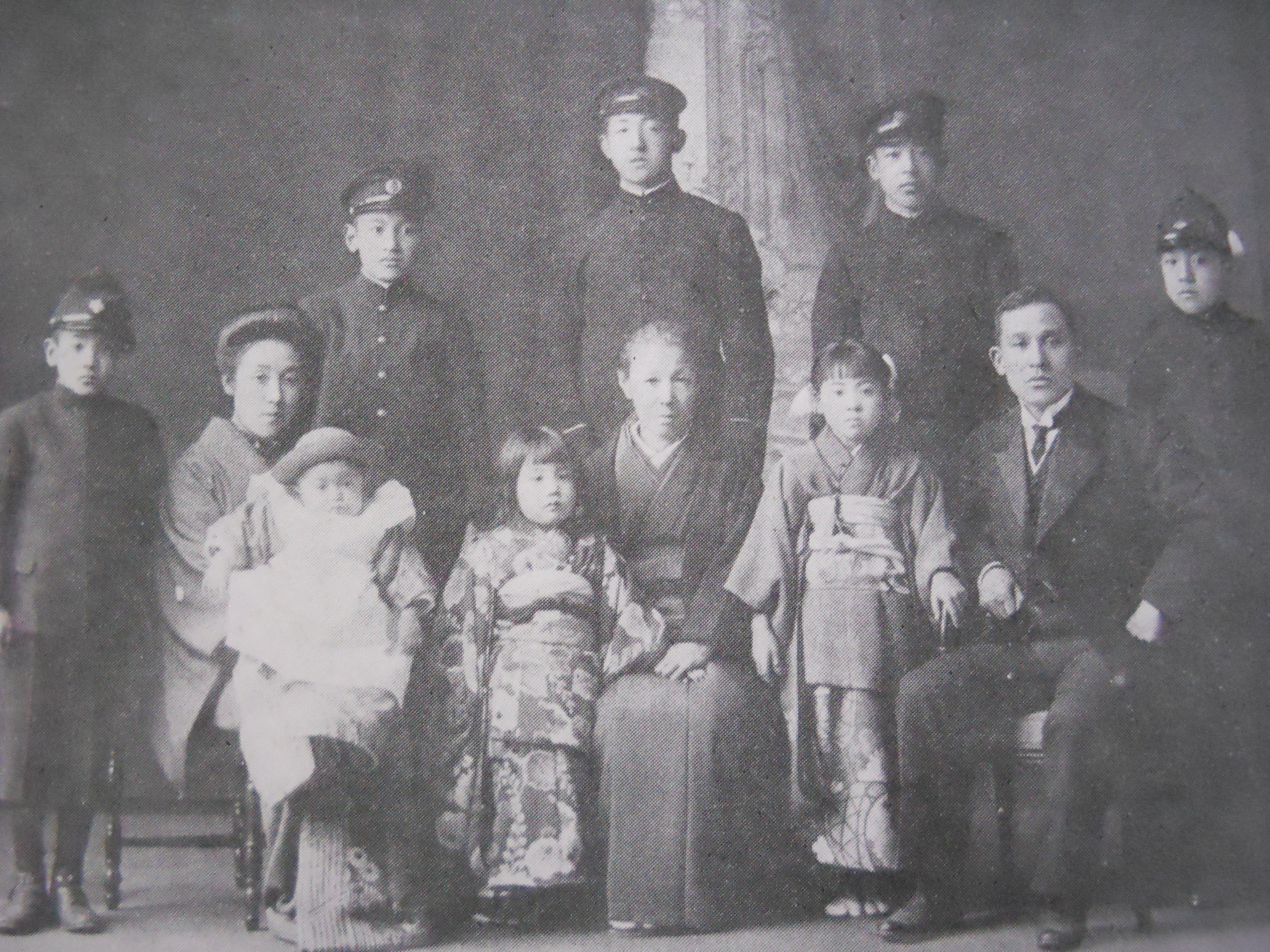
正田貞一郎家
前列右から貞一郎、二女・勅子、母・幸、三女・祐子、五男・篤五郎、妻・きぬ、四男・順四郎、後列右から三男・英三郎、長男・明一郎、義弟・卓治、二男・建次郎

正田建次郎は日清製粉グループ本社の創業者・正田貞一郎の次男として生まれた。建次郎は天文学者・平山信の次女・多美と結婚し、長男・彬（法学者・慶應義塾大学名誉教授）、長女・絢子、次女・さだ子の1男2女をもうけた。多美の死後、建次郎は元九州大学教授・伊藤栄三郎の娘・禎子と結婚し次男・紘（元ソニーチャイナ（中国）董事長（会長））をもうけた。
なお、建次郎の義父・平山信には他に3人の娘がおり、長女・百合は地質学者・鉱物学者で元東京大学教授の坪井誠太郎に、三女・厚は元東洋製作所社長の佐竹義利に、四女・千枝は日本国有鉄道常務理事・日本電設工業社長・東京電気保全社長等を歴任した川上寿一にそれぞれ嫁いだ。従って坪井は建次郎の義兄であり、佐竹と川上は建次郎の義弟にあたる。また平山信の次男で建築家の平山嵩も建次郎の義兄である（嵩は多美の次兄である）。
また建次郎の弟・英三郎には2男2女がおり、英三郎の長女は上皇后美智子。したがって、建次郎は、今上天皇の大伯父に当たる。英三郎の長男・巌（元日本銀行監事）は元内閣総理大臣・濱口雄幸の長男で全銀協会長を務めた雄彦の次女・淑と、次女・恵美子は元昭和電工社長・安西正夫の長男で日本体育協会会長を務めた安西孝之と、次男・修（日清製粉グループ本社会長）は元クラレ社長・大原総一郎の次女・泰子と結婚した。
上皇后美智子は建次郎の姪にあたる。甥の脇村春夫は日本高等学校野球連盟会長在任中に大阪大学で博士号を取得した。

## 主な著書
- 『抽象代数学』1932年。
- 『代数学提要』1944年。
- 『数学へのみち』1962年。
- 『多元数論入門』1968年。